# Публий Осторий Скапула (Египет)
Публий Осторий Скапула (на латински: Publius Ostorius Scapula) е политик на Римската империя през началото на 1 век.
Скапула е син на Осторий и брат на Квинт Осторий Скапула (първият преториански префект 2 пр.н.е.).
От 3 г. до 10/11 г. Публий заема важния пост, управител на Египет (praefectus Alexandreae et Aegypti).
Вероятно е баща или чичо на генерал Публий Осторий Скапула (суфектконсул преди 47 г. и управител на Британия, legatus Augusti pro praetore 47 -52 г.).